# 명탐정 코난: 할로윈의 신부
《명탐정 코난: 할로윈의 신부》(일본어: 名探偵コナン ハロウィンの花嫁)는 2022년 공개된 일본의 애니메이션 영화로, 《명탐정 코난》의 25번째 극장판이다. 한국은 7월에 개봉했다.

## 시놉시스
극악무도한 폭파범 ‘플라먀’에 의해 교묘한 함정에 빠진 아무로 토오루! 모든 것이 베일에 가려진 ‘플라먀’, 유일한 단서는 아무로 토오루가 그의 경찰 동기들과 마지막으로 함께 했던 하루. 이와 동시에 결혼식의 신부가 된 경시청의 사토 형사는 불길한 예감을 감출 수 없는데… 도시 전체를 인질로 삼은 ‘플라먀’, 그리고 이를 막으려 하는 아무로 토오루와 명탐정 코난의 숨 막히는 공조! 다시 시작된 카운트다운, 할로윈의 밤이 광란으로 빛난다!

네이버 영화

## 출연
- 타카야마 미나미 / 김선혜 : 에도가와 코난 역
- 야마구치 캇페이 / 강수진 : 쿠도 신이치 역
- 야마자키 와카나 / 이현진 : 모리 란 역
- 코야마 리키야 / 이정구 : 모리 코고로 역
- 하야시바라 메구미 / 우정신 : 하이바라 아이 / 미야노 시호 역
- 후루야 토오루 / 박성태 : 아무로 토오루 역
- 타카기 와타루 : 코지마 겐타 역
- 유야 아츠코 : 사토 미와코 역
- 시라이시 마이 : 엘레니카 러브렌치예바 역
- 챠후린 : 메구레 쥬죠 역
- 이노우에 카즈히코 : 시라토리 닌자부로 역
- 치바 잇신 : 치바 카즈노부 역
- 타나카 리에 : 미이케 나에코 역
- 스기모토 유 : 미야모토 유미 역
- 칸나 노부토시 : 마츠다 진페이 역
- 미키 신이치로 : 하기와라 켄지 역
- 토치 히로키 : 다테 와타루 역
- 미도리카와 히카루 : 모로후시 히로미츠 역
- 토비타 노부오 : 카자미 유우야 역
- 마츠이 나오코 : 스즈키 소노코 역
- 오가타 켄이치 : 아가사 히로시 역
- 오오타니 이쿠에 : 츠부라야 미츠히코 역
- 이와이 유키코 : 요시다 아유미 역
- 나카타 죠지 : 폭파범 사내 역
- 야마구치 유리코 : 플라먀 / 크리스틴 리샤르 역
- 미야케 켄타 : 무라나카 츠토무 역
- 볼케이노 오오타 : 올레크 라브렌티예프 역
- 블라디미르 보그다노프 : 드미트리 라자레프 역
- 알렉세이 라후보 : 그리고리 라자레프 역
- 막심 콜레스니크 : 세르게이 역
- 호리 유키토시 : 진 역

## 주제곡
- BUMP OF CHICKEN : 크로노스타시스

## 평가
희열을 느낄 수 있는 시리즈
25번째 극장판 애니메이션. 이번 극장판은 시리즈의 인기 캐릭터 아무로 토오루와 경찰 동기조의 사연이 주가 되어 팬들에게 반가움을 안긴다. 더불어 폭파범을 잡기 위한 아무로 토오루와 코난의 공조 수사는 추리 액션의 규모감을 키워 모처럼 박진감 넘치고 짜릿한 볼거리가 넘친다. 할로윈 시즌의 시부야 한복판에서 벌어지는 하이라이트 장면이 단연 압권. <명탐정 코난> 최근 극장판 시리즈와 비교해도 이야기나 재미, 완성도 면에서 우세하다.

정유미 (영화 저널리스트) (★★★☆)

<명탐정 코난> 사상 가장 기발한 액션 그러나 너무 친절한 설명
- 이자연 (씨네21) (★★★☆)